# Nonymodiadelia fuscovaria
Nonymodiadelia fuscovaria là một loài bọ cánh cứng trong họ Cerambycidae.